# Aufferville
Aufferville és un municipi francès, situat al departament del Sena i Marne i a la regió d'Illa de França. L'any 2007 tenia 539 habitants.
Forma part del cantó de Nemours, del districte de Fontainebleau i de la Comunitat de comunes Gâtinais-Val de Loing.

## Demografia

### Població
El 2007 la població de fet d'Aufferville era de 539 persones. Hi havia 195 famílies, de les quals 39 eren unipersonals (13 homes vivint sols i 26 dones vivint soles), 56 parelles sense fills, 91 parelles amb fills i 9 famílies monoparentals amb fills.
La població ha evolucionat segons el següent gràfic:
Habitants censats

### Habitatges
El 2007 hi havia 235 habitatges, 197 eren l'habitatge principal de la família, 16 eren segones residències i 22 estaven desocupats. 228 eren cases i 6 eren apartaments. Dels 197 habitatges principals, 176 estaven ocupats pels seus propietaris, 18 estaven llogats i ocupats pels llogaters i 2 estaven cedits a títol gratuït; 10 tenien dues cambres, 28 en tenien tres, 57 en tenien quatre i 102 en tenien cinc o més. 153 habitatges disposaven pel capbaix d'una plaça de pàrquing. A 70 habitatges hi havia un automòbil i a 104 n'hi havia dos o més.

### Piràmide de població
La piràmide de població per edats i sexe el 2009 era:
| Homes | Edats   | Dones |
| ----- | ------- | ----- |
| 0     | 95 o +  | 0     |
| 0     | 90 a 94 | 0     |
| 0     | 85 a 89 | 0     |
| 12    | 80 a 84 | 4     |
| 12    | 75 a 79 | 24    |
| 8     | 70 a 74 | 4     |
| 12    | 65 a 69 | 8     |
| 4     | 60 a 64 | 4     |
| 12    | 55 a 59 | 4     |
| 0     | 50 a 54 | 4     |
| 12    | 45 a 49 | 4     |
| 28    | 40 a 44 | 20    |
| 24    | 35 a 39 | 36    |
| 28    | 30 a 34 | 16    |
| 12    | 25 a 29 | 20    |
| 4     | 20 a 24 | 0     |
| 12    | 15 a 19 | 12    |
| 20    | 10 a 14 | 32    |
| 20    | 5 a 9   | 32    |
| 16    | 0 a 4   | 16    |

## Economia
El 2007 la població en edat de treballar era de 342 persones, 271 eren actives i 71 eren inactives. De les 271 persones actives 251 estaven ocupades (139 homes i 112 dones) i 21 estaven aturades (8 homes i 13 dones). De les 71 persones inactives 15 estaven jubilades, 35 estaven estudiant i 21 estaven classificades com a «altres inactius».

### Ingressos
El 2009 a Aufferville hi havia 198 unitats fiscals que integraven 542,5 persones, la mediana anual d'ingressos fiscals per persona era de 21.118 €.

### Activitats econòmiques
Dels 21 establiments que hi havia el 2007, 1 era d'una empresa de fabricació d'altres productes industrials, 9 d'empreses de construcció, 3 d'empreses de comerç i reparació d'automòbils, 3 d'empreses de transport, 2 d'empreses d'hostatgeria i restauració, 1 d'una empresa financera, 1 d'una empresa immobiliària i 1 d'una empresa de serveis.
Dels 10 establiments de servei als particulars que hi havia el 2009, 1 era un taller de reparació d'automòbils i de material agrícola, 3 paletes, 2 guixaires pintors, 1 fusteria, 2 lampisteries i 1 restaurant.
L'any 2000 a Aufferville hi havia 12 explotacions agrícoles que ocupaven un total de 1.359 hectàrees.

## Equipaments sanitaris i escolars
El 2009 hi havia una escola elemental integrada dins d'un grup escolar amb les comunes properes formant una escola dispersa.

## Poblacions més properes
El següent diagrama mostra les poblacions més properes.